# Дорки Великі
Дорки Великі (рос. Дорки Большие) — село в Палехському районі Івановської області Російської Федерації.
Населення становить 8 осіб. Входить до складу муніципального утворення Раменське сільське поселення.

## Історія
Від 2005 року входить до складу муніципального утворення Раменське сільське поселення.

## Населення
| 1859 | 1905 | 2002 | 2010 |
| ---- | ---- | ---- | ---- |
| 86   | ↗138 | ↘9   | ↘8   |